# Proacidalia borealis
Proacidalia borealis är en fjärilsart som beskrevs av Embrik Strand 1901. Proacidalia borealis ingår i släktet Proacidalia och familjen praktfjärilar. Inga underarter finns listade i Catalogue of Life.